# 大發工業
大發工業株式會社（日语：／ Daihatsukōgyō kabushikigaisha）是日本的汽車生產商，也是豐田汽車旗下專門生產輕型汽車的機構；公司總部設於大阪府池田市。“大發”這名稱是來自公司所在地“大阪”和舊公司名稱“發動機製造”的頭一個漢字合成。截至2021年，大发的营业范围在日本、印尼和马来西亚（第二国产车）。

## 历史

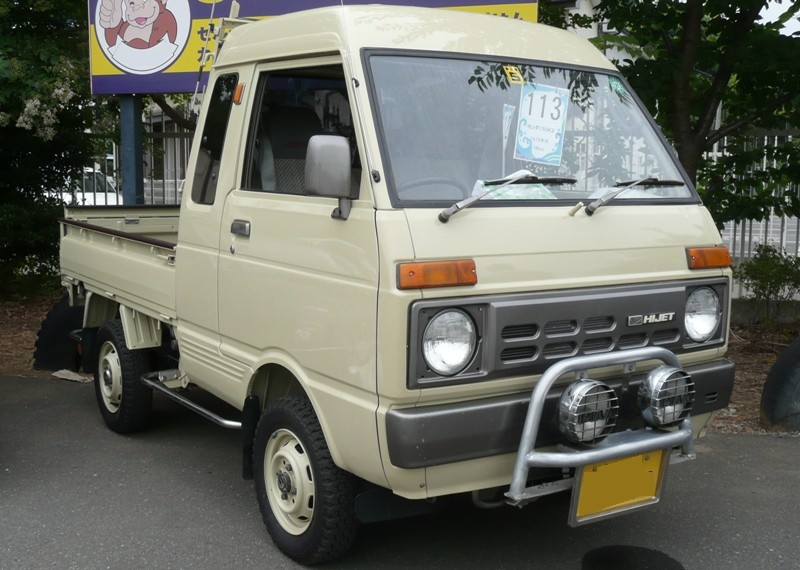
第六代大发Hijet（S65）的货车型号；该系列车型曾于1980年代在天津汽车制造厂生产（即天津大发TJ110）

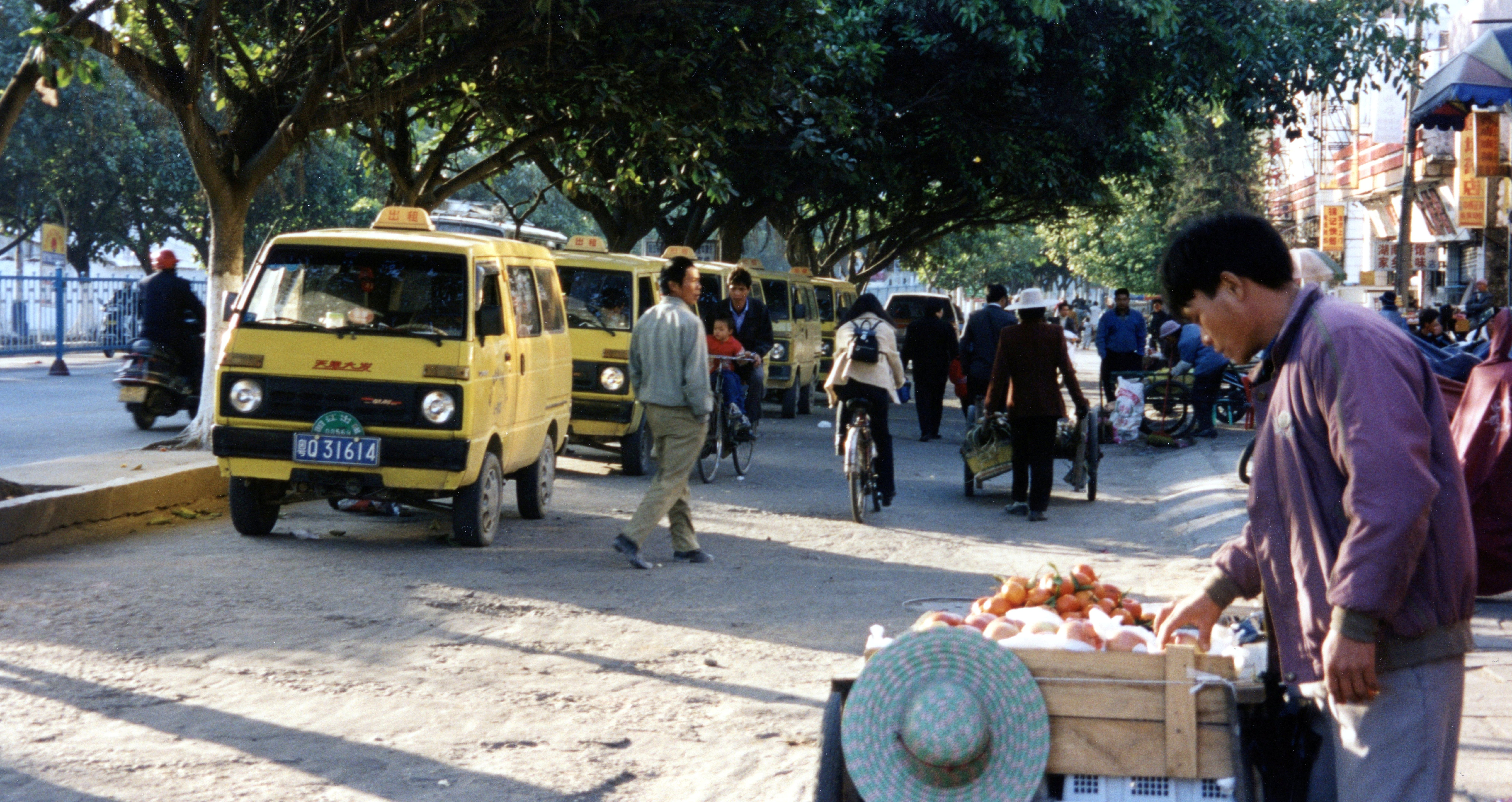
1999年肇庆市的天津大发出租车（面的）

- 1907年大發前身發動機製造株式會社創立。
- 1930年發動機製造株式會社開始在日本販賣三輪汽車。
- 二战时期，發動機製造株式會社是重要的日军供应商，主要生产登陆舰，产品型号有

1. Vehicle Landing Craft "Daihatsu"
2. Vehicle Landing Craft "Toku-Daihatsu"
3. Vehicle Landing Craft "Mokusei-Daihatsu"

- 1951年3月1日，發動機製造株式會社改名大發工業株式會社。
- 1967年豐田汽車參股成為主要股東之一，並與大發展開業務合作。
- 1983年，天津汽车制造厂与大发工业株式会社达成合作协议，并于第二年开始生产天津大发面包车。其中一部分成为北京、天津等地的出租车，被称为“面的”，以其运量大、运价低廉深受欢迎。
- 1995年10月12日，大發台灣製造商羽田機械發言人兼副總經理賴永川證實，羽田機械跳票新台幣2800萬元。
- 1996年2月15日，大發宣布從台灣撤資，並將在最短時間內派遣高級幹部來台灣清算大發、羽田機械與三信商事合資成立的大發台灣總代理達亞汽車的帳目。
- 1997年12月6日，味王成為大發台灣總經銷。
- 1998年豐田把出資比例提高至過半，將大發子公司化[1]。
- 1998年9月15日，住友商事、國產汽車與三信商事合資成立的台灣大發汽車股份有限公司取得臺北市政府核准設立登記。
- 1999年4月19日，台灣大發汽車召開董事會，宣告解散。
- 1999年5月21日，臺北市政府核准台灣大發汽車解散登記。
- 2001年6月，味王決定放棄大發台灣經銷權。
- 2003年元旦，大發香港代理權被皇冠汽車吞併，並把辦事處遷往北角威菲路道，而香港總店亦和母公司豐田一樣設於九龍灣宏照道。
- 2016年1月31日，豐田汽車以每0.26股交換大發一股，斥資32億美元收購子公司大發工業株式會社48.8%剩餘全部股份，大發將成為豐田集團旗下全資子公司，7月27日在東京證交所退市。
- 2023年：
  - 4月28日，在馬來西亞、印尼及泰國等海外市場銷售的四種車款發生撞擊測試造假醜聞，包括馬來西亞第二國產車銷售的「Perodua AXIA」、豐田品牌的「AGYA」、「Yaris ATIV」等車款[2]。
  - 5月19日，日本國內銷售車款「ROCKY」及豐田品牌的「RAIZE」也傳出撞擊測試造假，已銷售約7至8萬輛[3]。
  - 12月20日，受影響車款從先前已知六款車擴及到幾乎所有車型，大發工業宣佈暫時停止所有車型在國內外的出貨[4][5][6]。
  - 12月25日起，日本国内全部4家工厂停工。[7]

## 生產地點
- 總部（池田）工場第2地區（大阪府池田市）
- 滋賀（龍王）工場第2地區（滋賀縣蒲生郡龍王町）
- 京都工場（京都府乙訓郡大山崎町）
- 大發車體（群馬縣前橋市）
- 豐田汽車堤工場（愛知縣豐田市）
  - ALTIS（アルティス）

### 現行車種

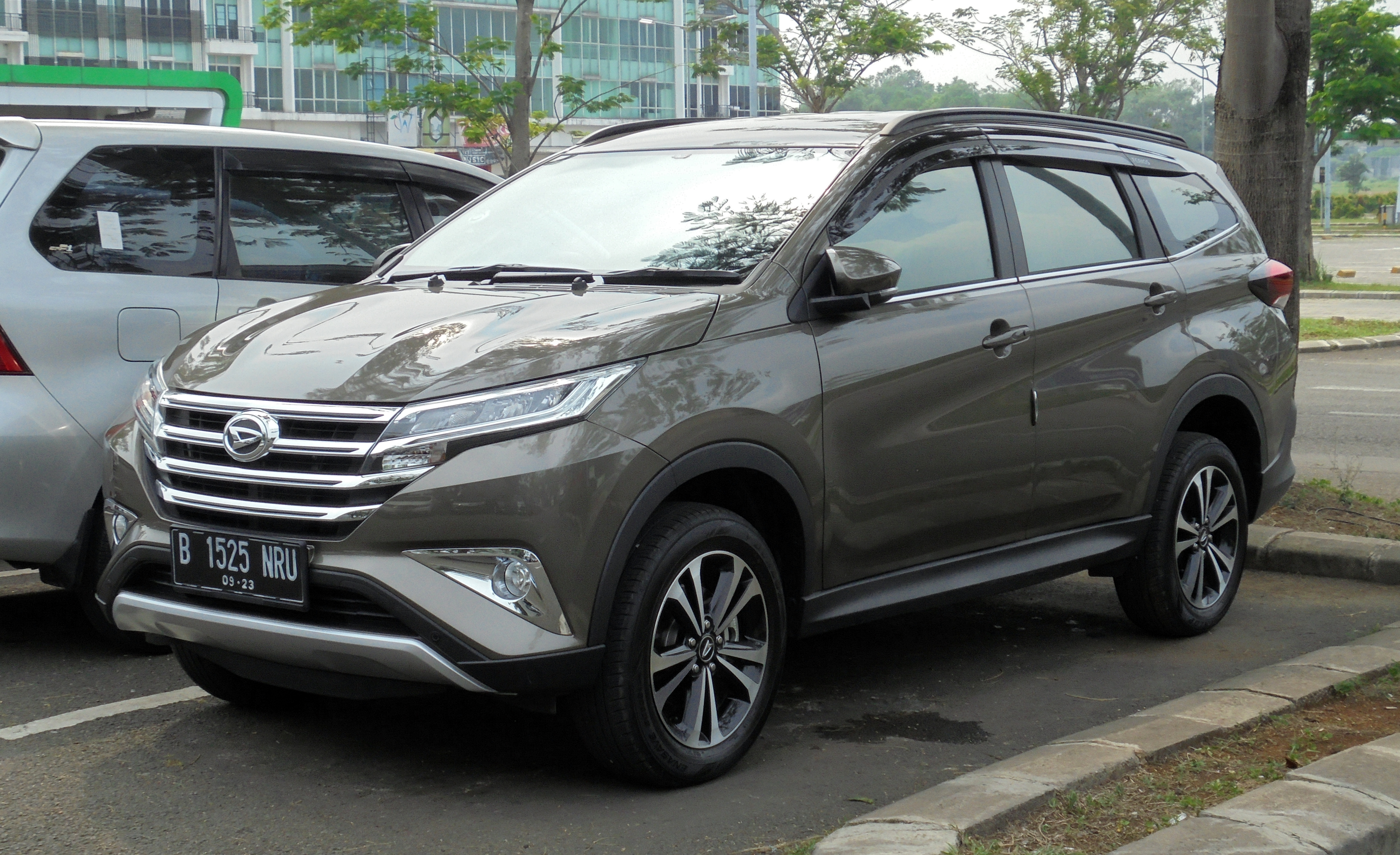
大發Terios

- 大發Move：Move Custom RS 659cc五門小巧多用途房車
- 大發Mira Gino：Mira Gino 659cc四門房車
- 大發YRV：1,297cc五門房車
- 大發Atrai：1,297cc七人車
- 大發Terios：1,500cc四輪及兩輪驅動城市SUV
- 大發Sirion：1,300cc五門城市小車
- 大發Cuore：1,000cc五門掀背車
- 大發Hijet（英语：Daihatsu Hijet）：658 cc微型面包车
- 大發Coo:TOYOTA bB雙生車
- 大發Copen：660cc或1300cc雙人敞篷跑車

（以下車種未有在香港發售）
- 大發Mira系列
- 大發Tanto
- ストーリア
- 大發Max
- アルティス

### 過去生產車種
- 大發Delta輕型貨車
- Midget
- Midget II
- Charade G11

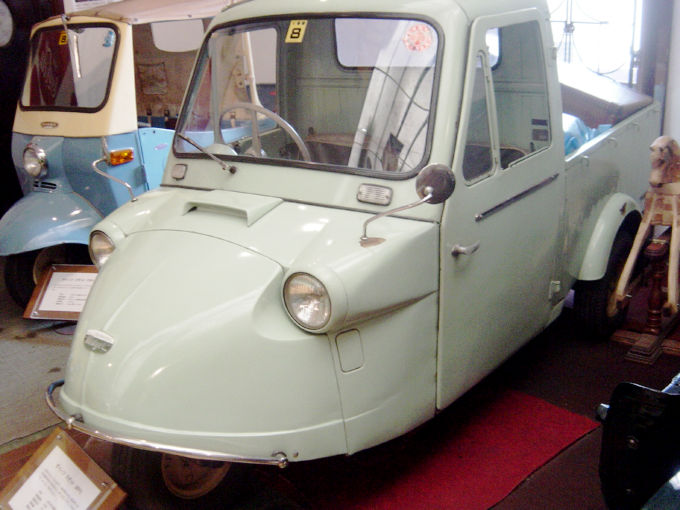
Daihatsu Midget MP4

- Charade G100/G102（其中G100-GTti最為有名）[原創研究？]
- Charade G200/G201/G203
- Charmant
- Applause

## 外部連結
- ダイハツ工業株式会社（日語） （页面存档备份，存于）